# Misje dyplomatyczne Iranu

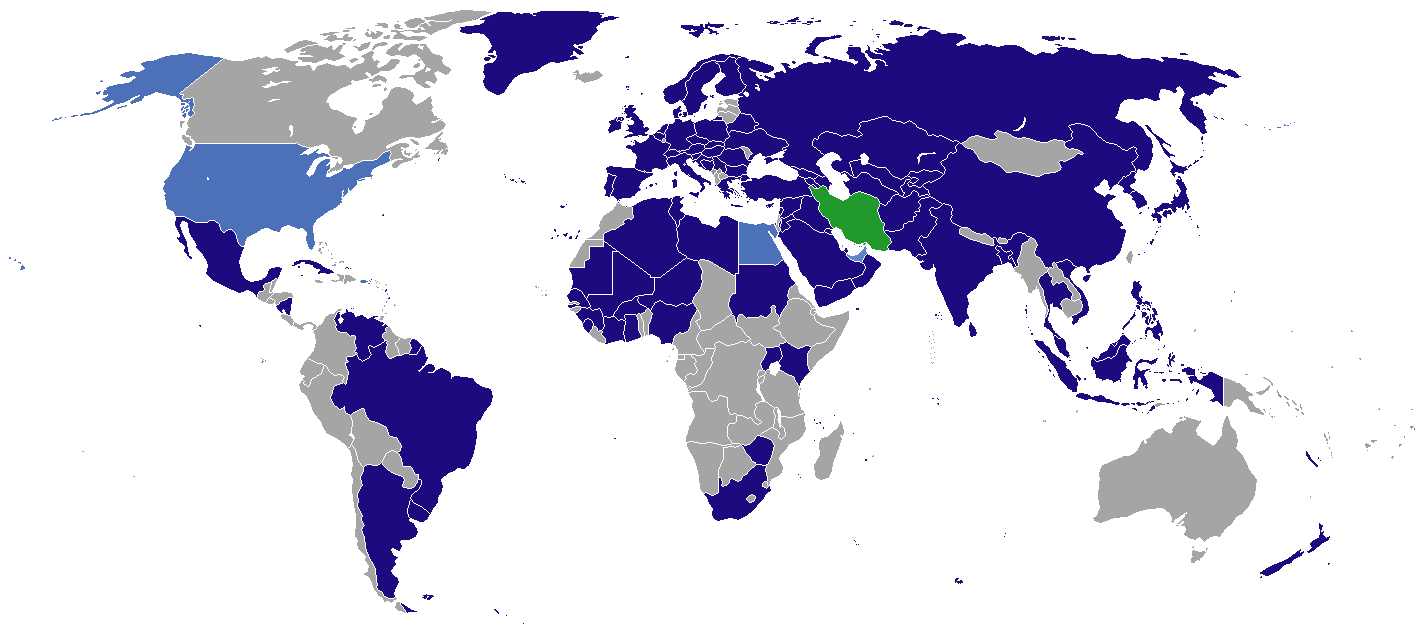
Kraje, w których Islamska Republika Iranu ma swoje przedstawicielstwa dyplomatyczne

Misje dyplomatyczne Iranu – przedstawicielstwa dyplomatyczne Islamskiej Republiki Iranu przy innych państwach i organizacjach międzynarodowych. Poniższa lista zawiera wykaz obecnych ambasad i konsulatów zawodowych. Nie uwzględniono konsulatów honorowych.

## Europa
- Albania
  - Tirana (ambasada)
- Austria
  - Wiedeń (ambasada)
- Belgia
  - Bruksela (ambasada)
- Bośnia i Hercegowina
  - Sarajewo (ambasada)
- Bułgaria
  - Sofia (ambasada)
- Chorwacja
  - Zagrzeb (ambasada)
- Cypr
  - Nikozja (ambasada)
- Czechy
  - Praga (ambasada)
- Dania
  - Kopenhaga (ambasada)
- Finlandia
  - Helsinki (ambasada)
- Francja
  - Paryż (ambasada)
- Grecja
  - Ateny (ambasada)
- Hiszpania
  - Madryt (ambasada)
- Irlandia
  - Dublin (ambasada)
- Macedonia Północna
  - Skopje (ambasada)
- Niemcy
  - Berlin (ambasada)

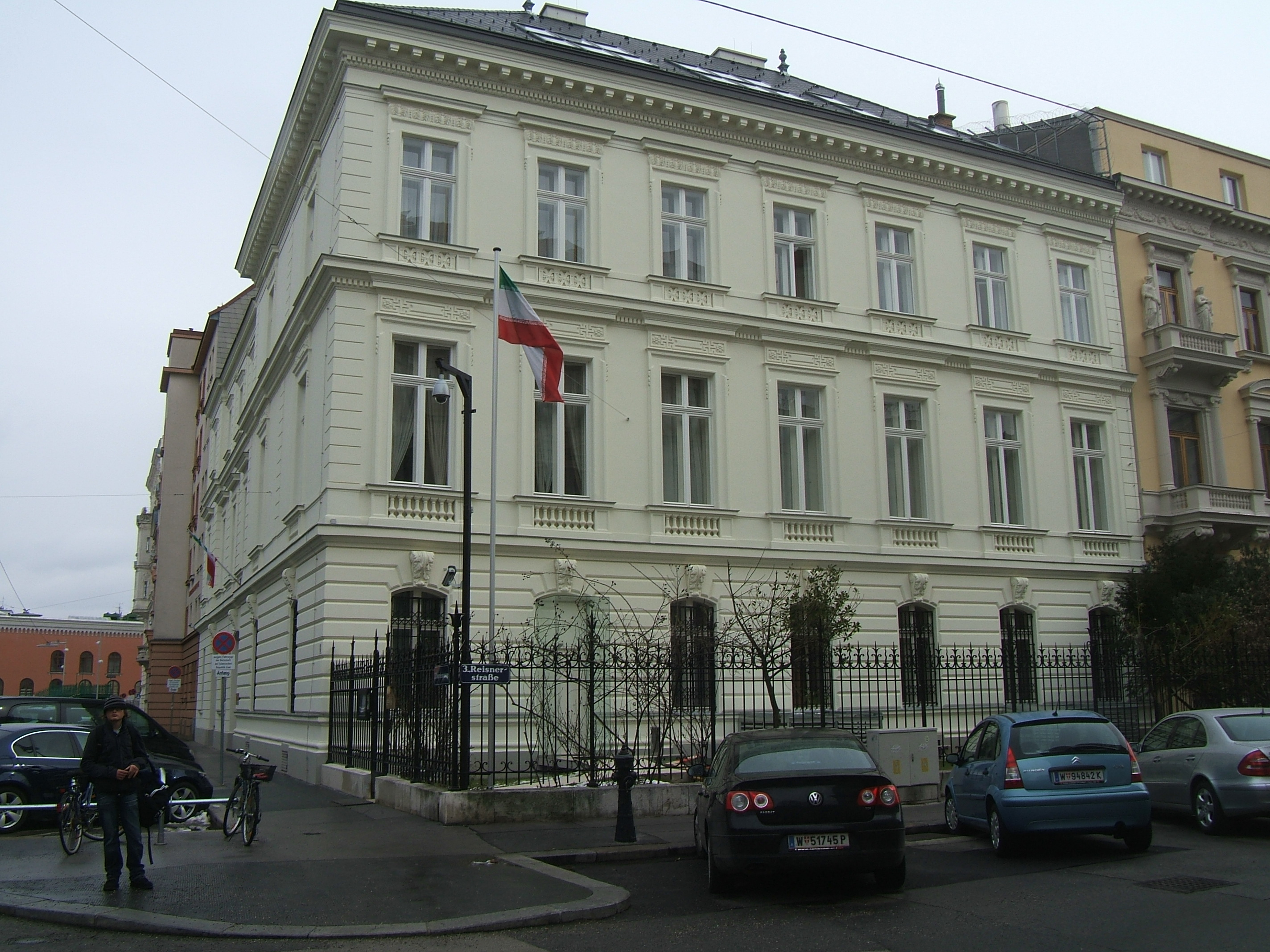
Ambasada Iranu w Wiedniu

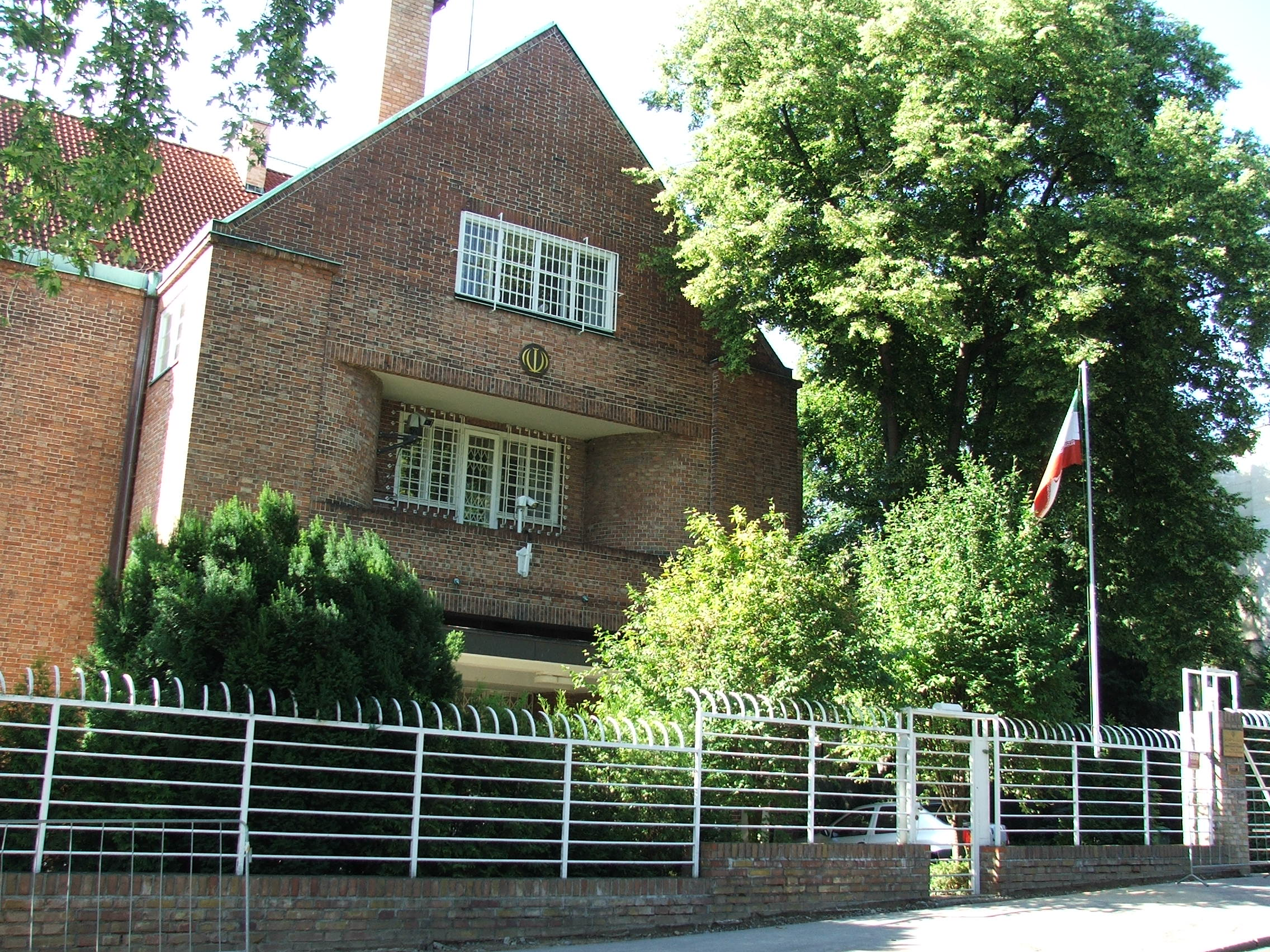
Ambasada Iranu w Pradze

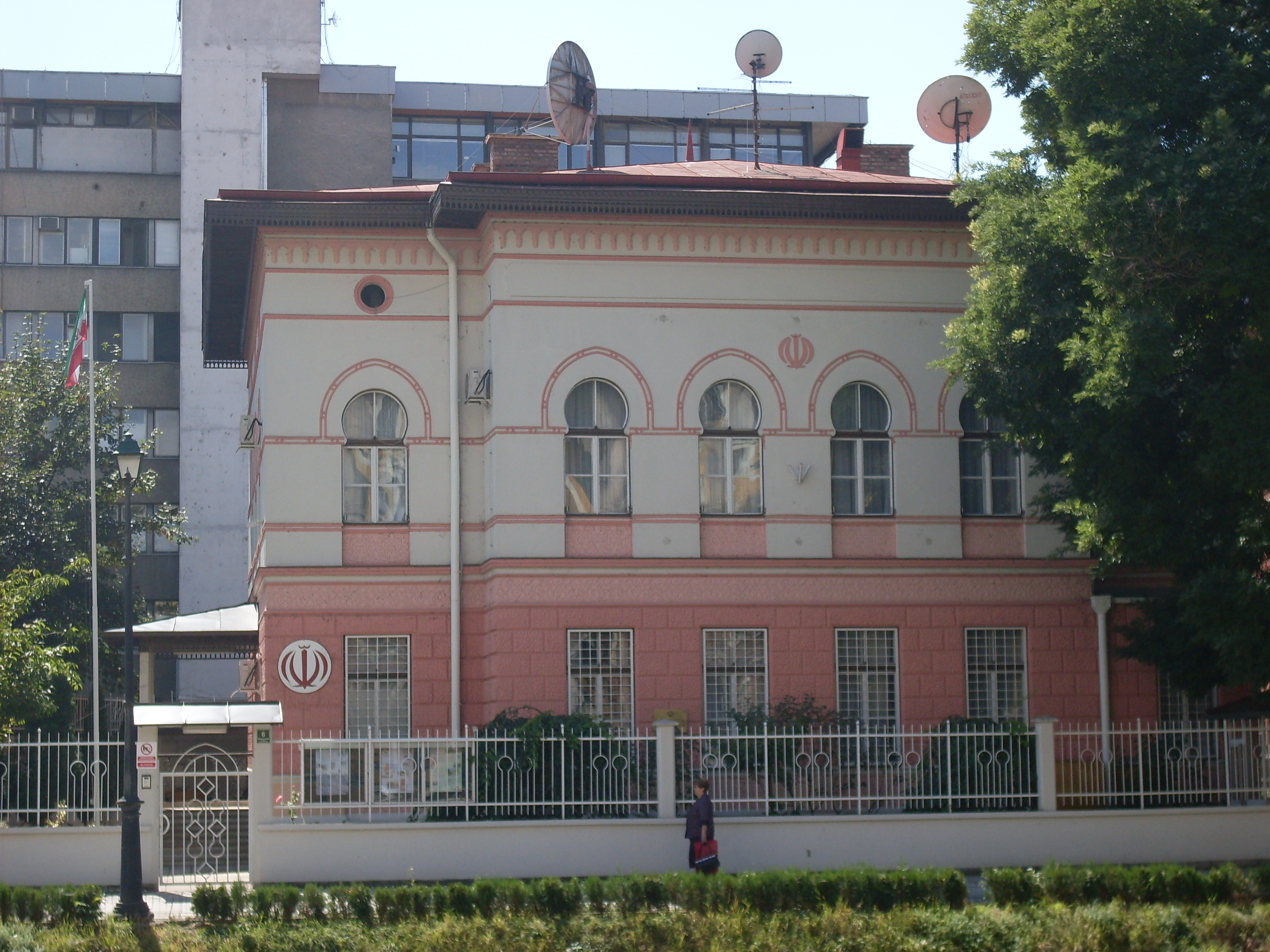
Ambasada Iranu w Sarajewie

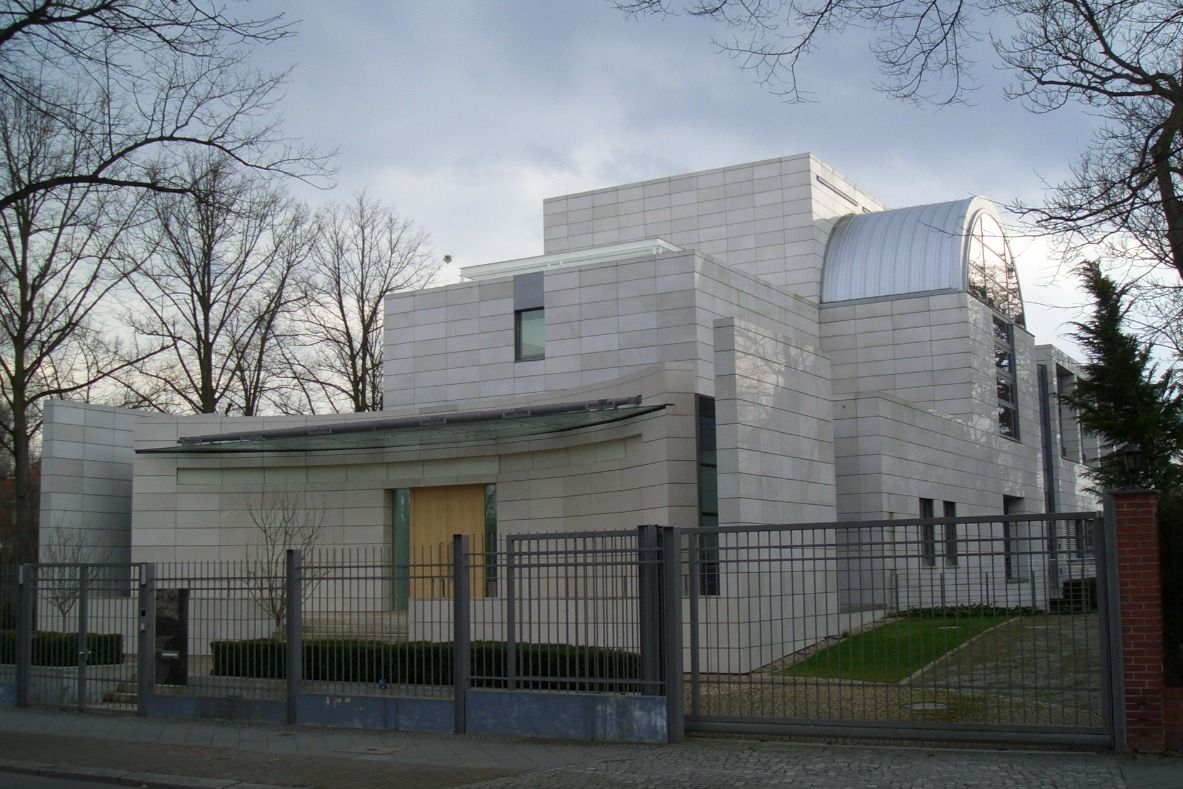
Ambasada Iranu w Berlinie

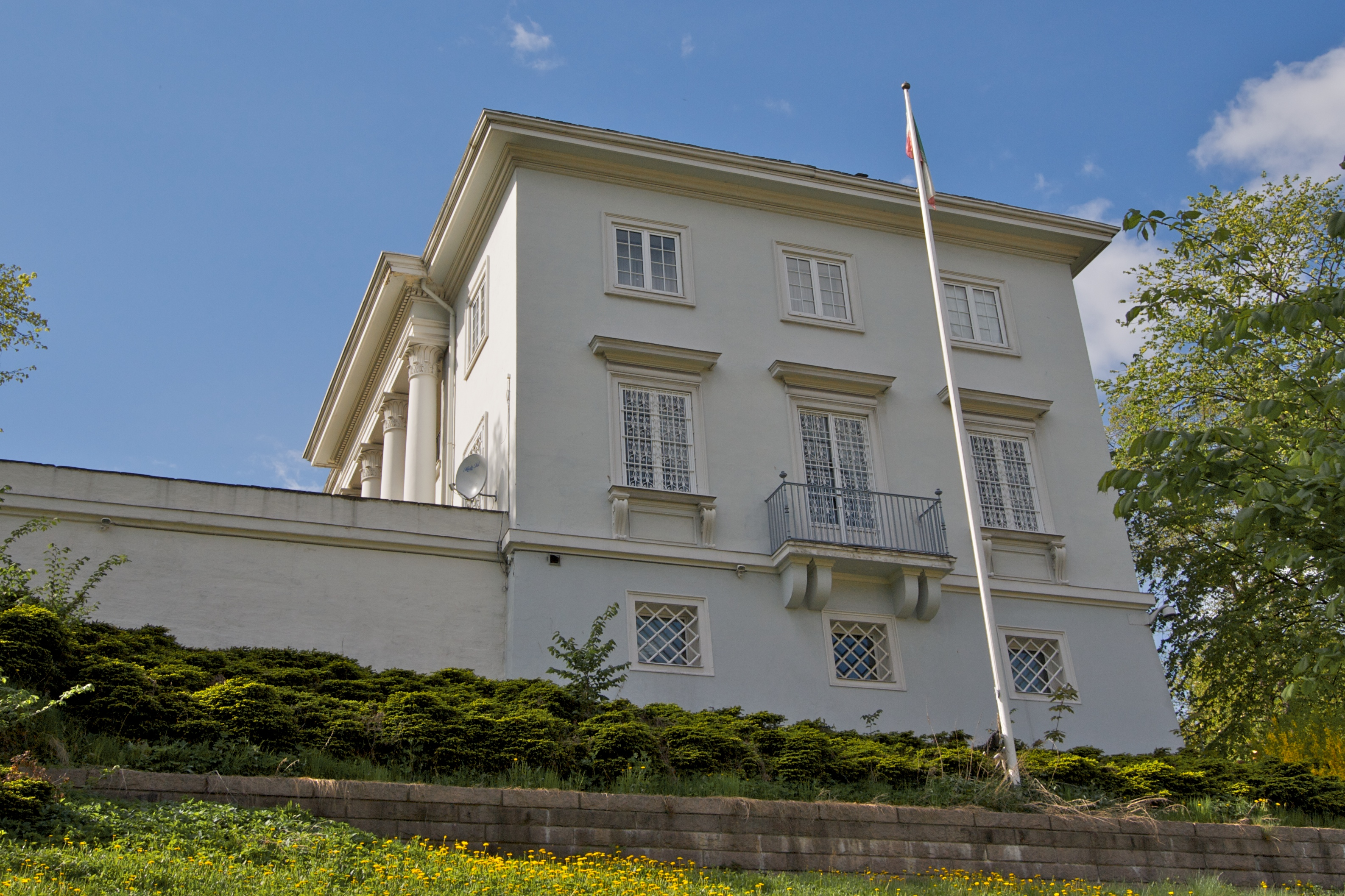
Ambasada Iranu w Oslo

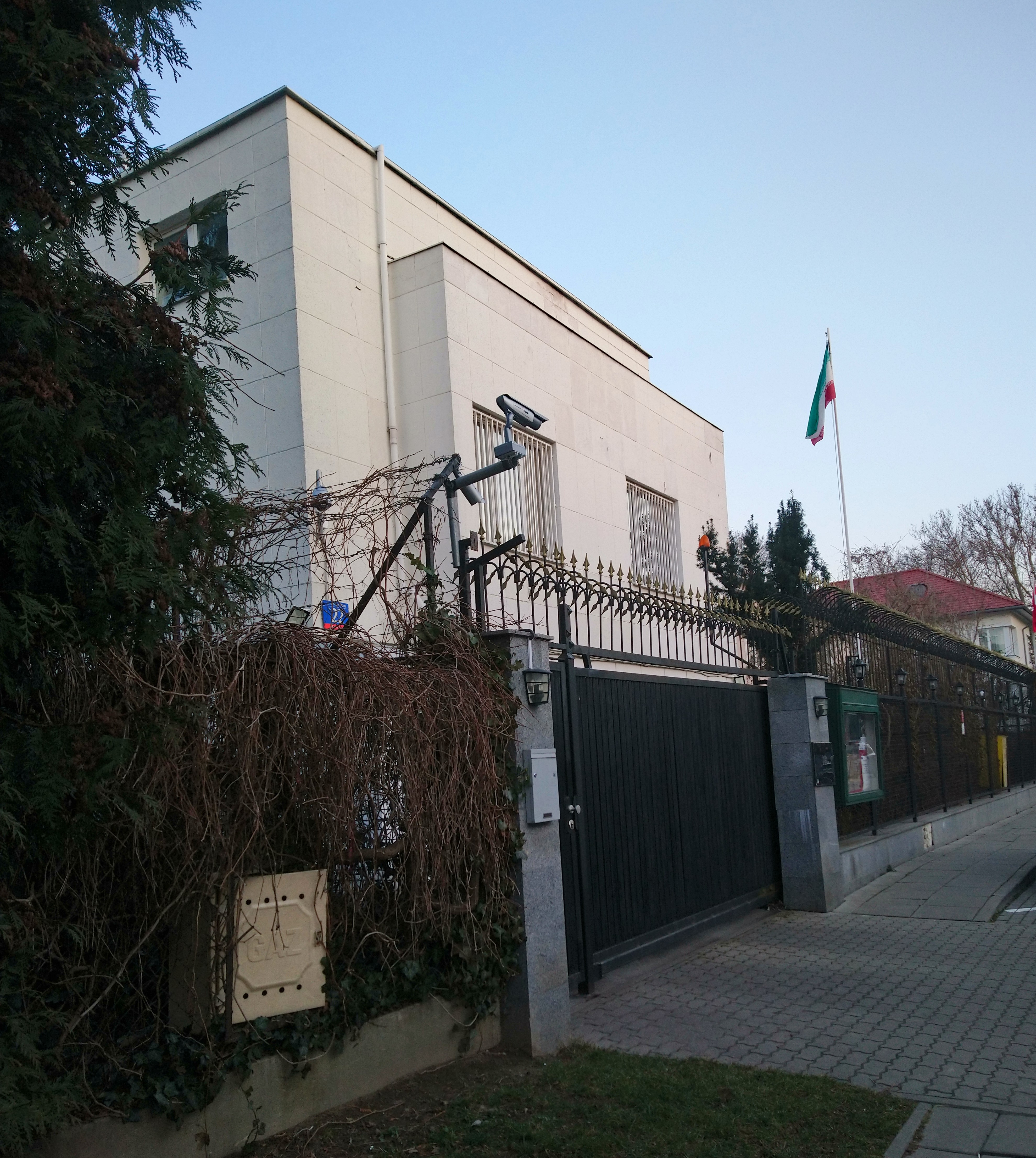
Ambasada Iranu w Warszawie

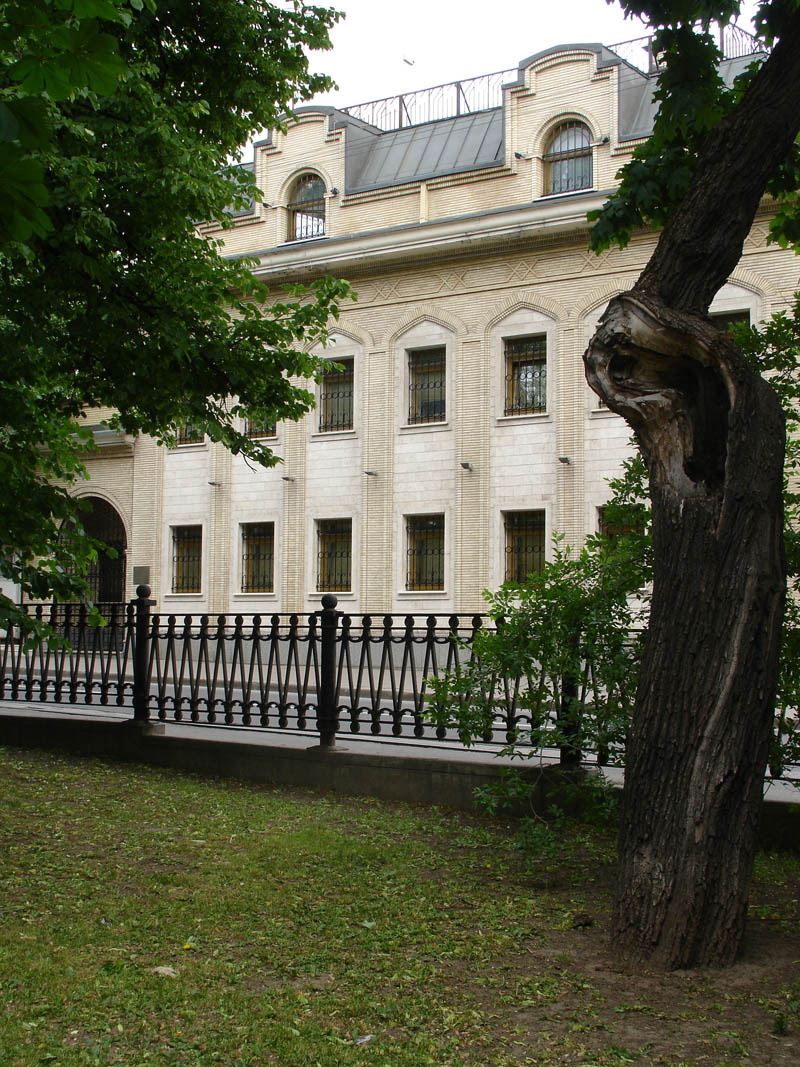
Ambasada Iranu w Moskwie

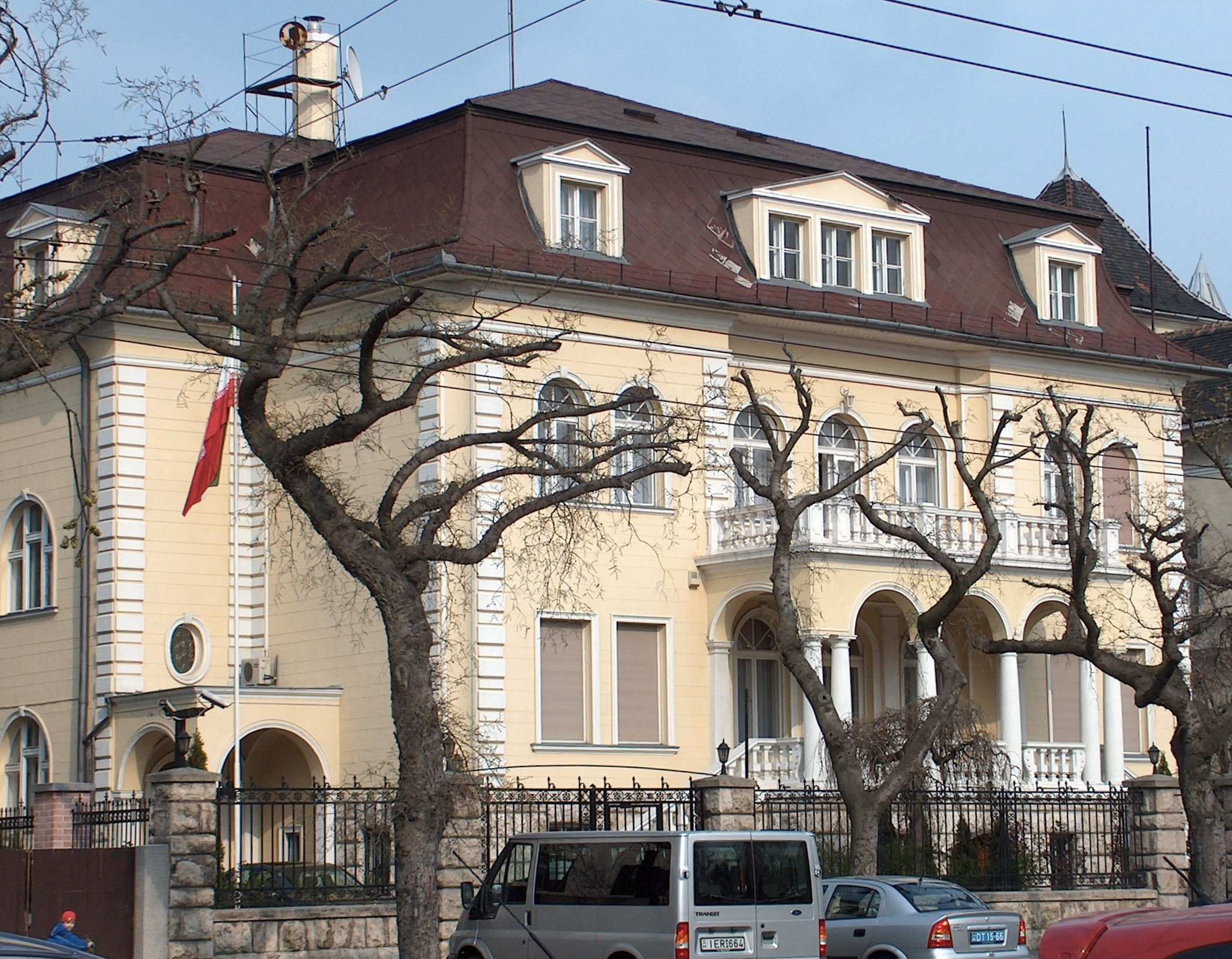
Ambasada Iranu w Budapeszcie

  - Frankfurt nad Menem (Konsulat generalny)
  - Hamburg (Konsulat generalny)
- Norwegia
  - Oslo (ambasada)
- Polska
  - Warszawa (Ambasada)
- Portugalia
  - Lizbona (ambasada)
- Rosja
  - Moskwa (ambasada)
  - Astrachań (Konsulat generalny)
- Rumunia
  - Bukareszt (ambasada)
- Serbia
  - Belgrad (ambasada)
- Stolica Apostolska
  - Rzym (ambasada)
- Szwajcaria
  - Berno (ambasada)
- Szwecja
  - Sztokholm (ambasada)
- Turcja
  - Ankara (ambasada)
  - Erzurum (Konsulat generalny)
  - Stambuł (Konsulat generalny)
- Ukraina
  - Kijów (ambasada)
- Węgry
  - Budapeszt (ambasada)
- Wielka Brytania
  - Londyn (ambasada)
- Włochy
  - Rzym (ambasada)
  - Mediolan (Konsulat generalny)

## Ameryka Północna, Środkowa i Karaiby
- Kanada
  - Ottawa (ambasada)
- Meksyk
  - Meksyk (ambasada)
- Stany Zjednoczone

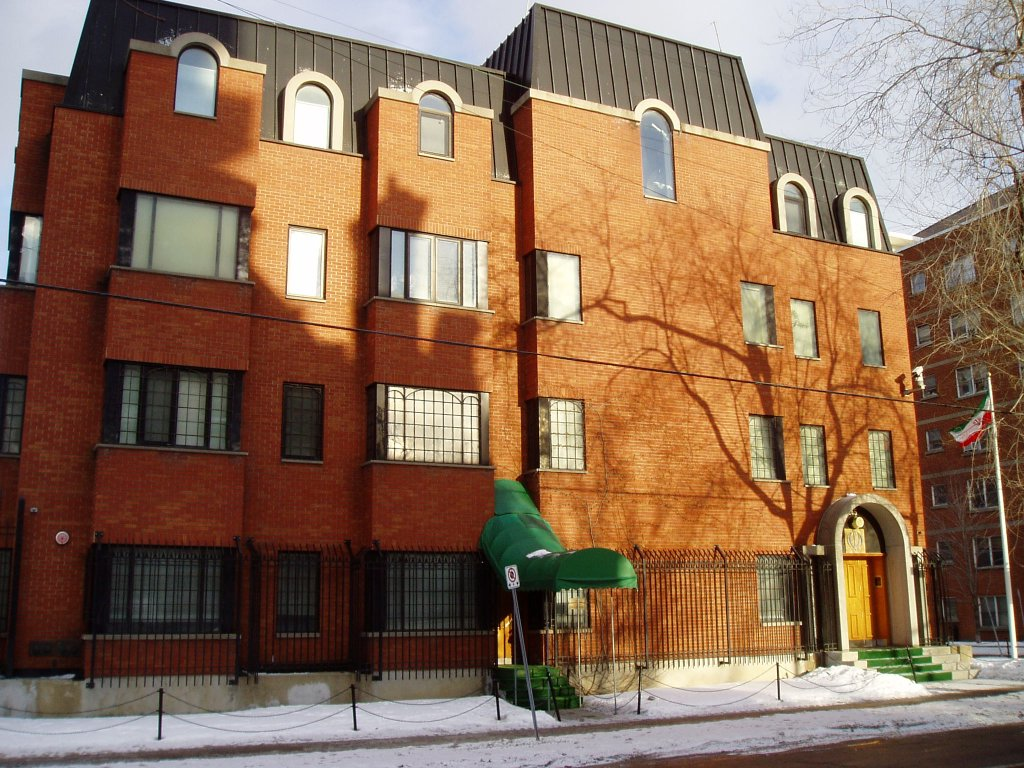
Ambasada Iranu w Ottawie

Brak relacji dyplomatycznych. Iran reprezentowany jest przez Sekcję Interesów Irańskich Ambasady Pakistanu w Waszyngtonie

## Ameryka Południowa
- Argentyna
  - Buenos Aires (ambasada)
- Brazylia
  - Brasília (ambasada)
- Kolumbia
  - Bogota (ambasada)
- Urugwaj
  - Montevideo (ambasada)
- Wenezuela
  - Caracas (ambasada)

## Afryka
- Egipt
  - Kair (ambasada)
- Etiopia
  - Addis Abeba (ambasada)
- Ghana
  - Akra (ambasada)
- Gwinea
  - Konakry (ambasada)
- Kenia
  - Nairobi (ambasada)
- Libia
  - Trypolis (ambasada)
- Madagaskar
  - Antananarywa (ambasada)
- Mali
  - Bamako (ambasada)
- Maroko
  - Rabat (ambasada)
- Niger
  - Niamey (ambasada)
- Południowa Afryka
  - Pretoria (ambasada)
- Senegal
  - Dakar (ambasada)
- Sudan
  - Chartum (ambasada)
- Tunezja
  - Tunis (ambasada)
- Uganda
  - Kampala (ambasada)
- Wybrzeże Kości Słoniowej
  - Abidżan (ambasada)
- Zimbabwe
  - Harare (ambasada)

## Azja
- Afganistan
  - Kabul (ambasada)
- Arabia Saudyjska
  - Rijad (ambasada)
  - Dżudda (Konsulat generalny)
- Armenia
  - Erywań (ambasada)
- Azerbejdżan
  - Baku (ambasada)
  - Nachiczewan (Konsulat generalny)
- Bahrajn
  - Manama (ambasada)
- Bangladesz
  - Dhaka (ambasada)
- Chiny
  - Pekin (ambasada)
  - Szanghaj (konsulat)
- Filipiny
  - Manila (ambasada)
- Gruzja
  - Tbilisi (ambasada)
- Indie
  - Nowe Delhi (ambasada)
  - Bombaj (Konsulat generalny)
  - Hajdarabad (Konsulat generalny)
- Indonezja
  - Dżakarta (ambasada)
- Irak
  - Bagdad (ambasada)
- Japonia
  - Tokio (ambasada)
- Jemen
  - Sana (ambasada)
- Jordania
  - Amman (ambasada)
- Katar
  - Doha (ambasada)
- Kazachstan
  - Ałmaty (ambasada)
- Kirgistan
  - Biszkek (ambasada)
- Korea Południowa
  - Seul (ambasada)
- Korea Północna
  - Pjongjang (ambasada)
- Kuwejt
  - Kuwejt (ambasada)
- Liban
  - Bejrut (ambasada)
- Malezja
  - Kuala Lumpur (ambasada)
- Oman
  - Maskat (ambasada)
- Pakistan
  - Islamabad (ambasada)
  - Karaczi (Konsulat generalny)
  - Kweta (Konsulat generalny)
  - Lahaur (Konsulat generalny)
  - Peszawar (Konsulat generalny)
- Sri Lanka
  - Kolombo (ambasada)
- Syria
  - Damaszek (ambasada)
- Tadżykistan
  - Duszanbe (ambasada)
- Tajlandia
  - Bangkok (ambasada)
- Turkmenistan
  - Aszchabad (ambasada)
  - Mary (Konsulat generalny)
- Uzbekistan
  - Taszkent (ambasada)
- Wietnam
  - Hanoi (ambasada)
- Zjednoczone Emiraty Arabskie
  - Abu Zabi (ambasada)
  - Dubaj (Konsulat generalny)

## Australia i Oceania
- Australia
  - Canberra (ambasada)
- Nowa Zelandia
  - Wellington (ambasada)

## Organizacje międzynarodowe
- Nowy Jork – Stałe Przedstawicielstwo przy Organizacji Narodów Zjednoczonych
- Genewa – Stałe Przedstawicielstwo przy Biurze Narodów Zjednoczonych i innych organizacjach
- Wiedeń – Stałe Przedstawicielstwo przy Biurze Narodów Zjednoczonych
- Dżudda – Przedstawicielstwo przy Organizacji Współpracy Islamskiej
- Bruksela – Stałe Przedstawicielstwo przy Unii Europejskiej